# 埃及螳螂
埃及螳螂（Miomantis paykullii）是一種螳螂，身長可達3.5~4.5公分，分佈於非洲地區。